# Hassan Toriss
Hassan Toriss (* 10. November 1992) ist ein marokkanischer Leichtathlet, der sich auf den Langstreckenlauf spezialisiert hat.

## Sportliche Laufbahn
Erste internationale Erfahrungen sammelte Hassan Toriss im Jahr 2017, als er bei den Arabischen Meisterschaften in Radès in 31:01,29 min die Goldmedaille im 10.000-Meter-Lauf gewann. Bei den Halbmarathon-Weltmeisterschaften 2020 in Gdynia gelangte er nach 1:01:42 h auf Rang 38 und im Jahr darauf siegte er bei den Arabischen Meisterschaften in Radès in 1:06:48 h im Halbmarathon und belegte zudem in 30:07,0 min den vierten Platz über 10.000 Meter. 2022 gelangte er bei den Islamic Solidarity Games in Konya mit 29:14,02 min auf Rang sechs und im Jahr darauf gewann er bei den Arabischen Meisterschaften in Marrakesch in 1:06:44 h die Bronzemedaille hinter dem Dschibuter Abdi Waiss Mouhyadin und seinem Landsmann Mouhcine Outalha.
2019 wurde Toriss marokkanischer Meister im 10.000-Meter-Lauf.

## Persönliche Bestleistungen
- 5000 Meter: 13:47,55 min, 3. Juli 2022 in Rabat
- 10.000 Meter: 28:47,74 min, 26. Juni 2022 in Rabat
- Halbmarathon: 1:01:42 h, 17. Oktober 2020 in Gdynia
- Marathon: 2:11:01 h, 30. April 2023 in Rabat